# Youssef Oggadi
Youssef Oggadi est un joueur de football marocain né le 28 décembre 1988 à Khouribga. Il joue au poste de défenseur et mesure 1,84 m pour 73 kg.
En 2008-2009, Youssef Oggadi joue 26 matchs et marque 3 buts, puis l'année suivante il joue 17 matchs et marque un but. Il est transféré au KACM en 2010, jouant 10 matchs et marquant 2 buts.

## Carrière
- 2008-2010 :  Olympique de Khouribga
- 2010-2011 :  Kawkab de Marrakech
- 2011- :  Olympique de Khouribga[1]